# Lombard (Doubs)
Pour les articles homonymes, voir Lombard.
Lombard est une commune française située dans le département du Doubs, la région culturelle et historique de Franche-Comté et la région administrative Bourgogne-Franche-Comté. 
Ses habitants se nomment les Lombardiens et Lombardiennes.

## Géographie
Lombart en 1303.

### Climat
Pour des articles plus généraux, voir Climat de la Bourgogne-Franche-Comté et Climat du Doubs.
En 2010, le climat de la commune est de type climat de montagne, selon une étude du Centre national de la recherche scientifique s'appuyant sur une série de données couvrant la période 1971-2000. En 2020, Météo-France publie une typologie des climats de la France métropolitaine dans laquelle la commune est exposée à un climat semi-continental et est dans la région climatique  Jura, caractérisée par une forte pluviométrie en toutes saisons (1 000 à 1 500 mm/an), des hivers rigoureux et un ensoleillement médiocre. 
Pour la période 1971-2000, la température annuelle moyenne est de 10,6 °C, avec une amplitude thermique annuelle de 17,3 °C. Le cumul annuel moyen de précipitations est de 1 191 mm, avec 13,4 jours de précipitations en janvier et 9,4 jours en juillet. Pour la période 1991-2020, la température moyenne annuelle observée sur la station météorologique de Météo-France la plus proche, « Arc-et-Senans », sur la commune d'Arc-et-Senans à 7 km à vol d'oiseau, est de 11,7 °C et le cumul annuel moyen de précipitations est de 1 182,8 mm. 
La température maximale relevée sur cette station est de 41,5 °C, atteinte le 13 août 2003 ; la température minimale est de −25 °C, atteinte le 2 janvier 1971,,. 
Les paramètres climatiques de la commune ont été estimés pour le milieu du siècle (2041-2070) selon différents scénarios d'émission de gaz à effet de serre à partir des nouvelles projections climatiques de référence DRIAS-2020. Ils sont consultables sur un site dédié publié par Météo-France en novembre 2022.

## Urbanisme

### Typologie
Au 1er janvier 2024, Lombard est catégorisée commune rurale à habitat dispersé, selon la nouvelle grille communale de densité à 7 niveaux définie par l'Insee en 2022.
Elle est située hors unité urbaine. Par ailleurs la commune fait partie de l'aire d'attraction de Besançon, dont elle est une commune de la couronne,. Cette aire, qui regroupe 310 communes, est catégorisée dans les aires de 200 000 à moins de 700 000 habitants,.

### Occupation des sols
L'occupation des sols de la commune, telle qu'elle ressort de la base de données européenne d’occupation biophysique des sols Corine Land Cover (CLC), est marquée par l'importance des forêts et milieux semi-naturels (61,4 % en 2018), une proportion sensiblement équivalente à celle de 1990 (61,7 %). La répartition détaillée en 2018 est la suivante : 
forêts (61,4 %), prairies (19,3 %), terres arables (14,1 %), zones urbanisées (4,7 %), zones agricoles hétérogènes (0,4 %). L'évolution de l’occupation des sols de la commune et de ses infrastructures peut être observée sur les différentes représentations cartographiques du territoire : la carte de Cassini (XVIIIe siècle), la carte d'état-major (1820-1866) et les cartes ou photos aériennes de l'IGN pour la période actuelle (1950 à aujourd'hui).

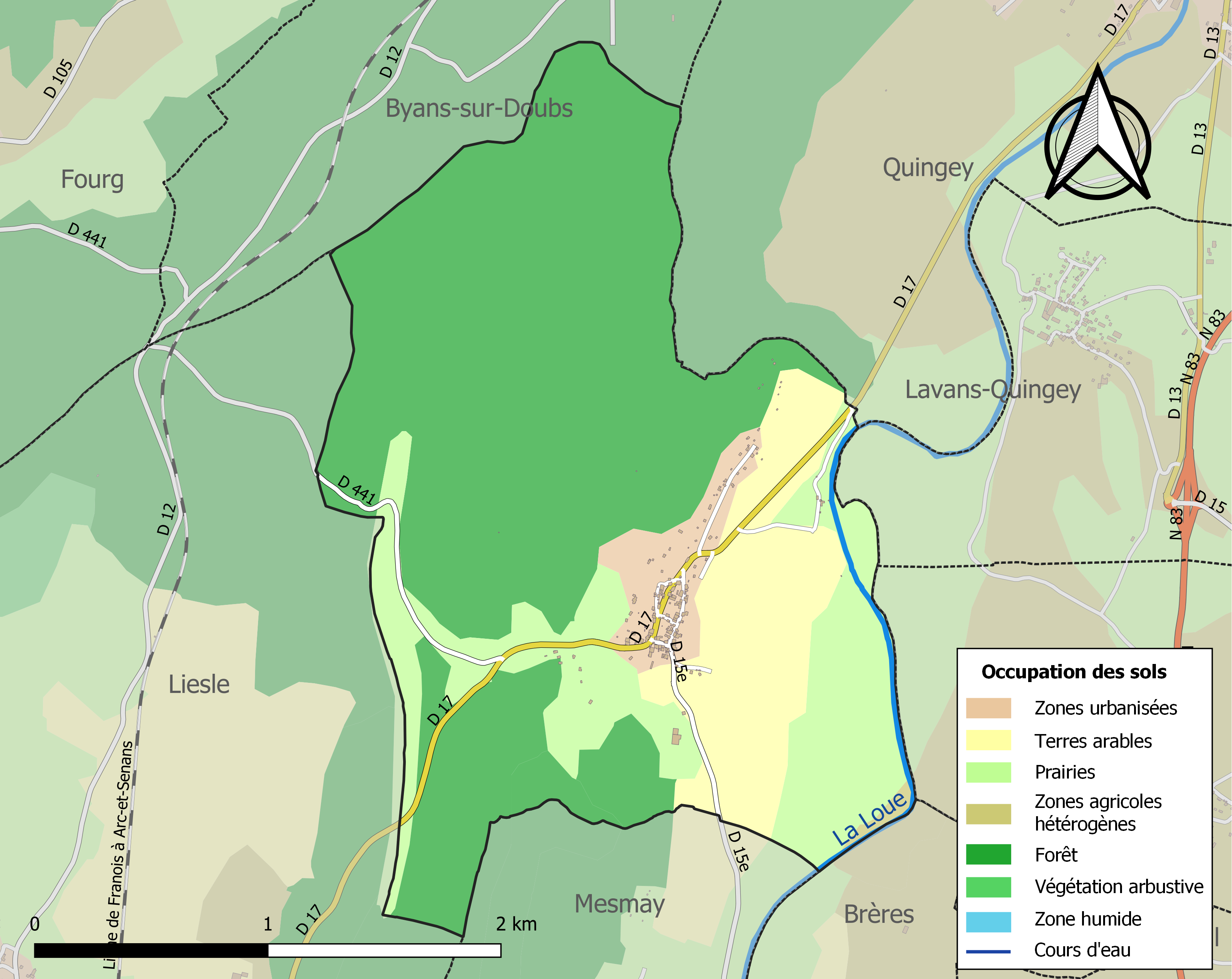
Carte des infrastructures et de l'occupation des sols de la commune en 2018 (CLC).

## Héraldique
| Blason de Lombard | Blason  | De gueules à la bande d'or accompagnée de deux coquilles d'argent. |
| Blason de Lombard | Détails | Le statut officiel du blason reste à déterminer.                   |

## Politique et administration
| Période                                  | Période                   | Identité                                     | Étiquette | Qualité                    |
| ---------------------------------------- | ------------------------- | -------------------------------------------- | --------- | -------------------------- |
| avant 1988                               | ?                         | Pierre Brousse                               |           |                            |
| mars 2001                                | mars 2014                 | Daniel Poulet                                |           |                            |
| mars 2014                                | En cours (au 31 mai 2020) | Philippe Edme Réélu pour le mandat 2020-2026 | FG        | Retraité de l'enseignement |
| Les données manquantes sont à compléter. |                           |                                              |           |                            |

## Démographie
L'évolution du nombre d'habitants est connue à travers les recensements de la population effectués dans la commune depuis 1793. Pour les communes de moins de 10 000 habitants, une enquête de recensement portant sur toute la population est réalisée tous les cinq ans, les populations de référence des années intermédiaires étant quant à elles estimées par interpolation ou extrapolation. Pour la commune, le premier recensement exhaustif entrant dans le cadre du nouveau dispositif a été réalisé en 2006.

En 2022, la commune comptait 195 habitants, en évolution de +2,63 % par rapport à 2016 (Doubs : +1,88 %, France hors Mayotte : +2,11 %).
| 1793 | 1800 | 1806 | 1821 | 1831 | 1836 | 1841 | 1846 | 1851 |
| ---- | ---- | ---- | ---- | ---- | ---- | ---- | ---- | ---- |
| 318  | 353  | 378  | 365  | 312  | 335  | 324  | 297  | 316  |

| 1856 | 1861 | 1866 | 1872 | 1876 | 1881 | 1886 | 1891 | 1896 |
| ---- | ---- | ---- | ---- | ---- | ---- | ---- | ---- | ---- |
| 299  | 274  | 279  | 279  | 269  | 254  | 230  | 209  | 205  |

| 1901 | 1906 | 1911 | 1921 | 1926 | 1931 | 1936 | 1946 | 1954 |
| ---- | ---- | ---- | ---- | ---- | ---- | ---- | ---- | ---- |
| 195  | 190  | 170  | 152  | 158  | 143  | 140  | 136  | 141  |

| 1962 | 1968 | 1975 | 1982 | 1990 | 1999 | 2006 | 2011 | 2016 |
| ---- | ---- | ---- | ---- | ---- | ---- | ---- | ---- | ---- |
| 161  | 145  | 136  | 146  | 132  | 153  | 208  | 213  | 190  |

| 2021 | 2022 | - | - | - | - | - | - | - |
| ---- | ---- | - | - | - | - | - | - | - |
| 193  | 195  | - | - | - | - | - | - | - |

## Lieux et monuments
- L'église de l'Assomption avec son clocher comtois.
- Monuments des aviateurs : le 1er septembre 1944, à 2 h du matin un avion quadrimoteur Short Stirling L J 503 – NF – P du Squadron 138 basé à Tempsford (nord de Londres) s'écrasa sur la colline au-dessus du village. Les huit membres d'équipage de nationalités différentes (six australiens et deux britanniques) devaient effectuer un parachutage d'armes et de munitions au profit du maquis du Val d'Amour. Les difficiles conditions météo ont causé la perte de cet avion, ainsi que la mort de ses occupants. Un monument est érigé en 1980 sur le lieu du drame[Note 4]. Pour y accéder, prendre la direction de Fourg, puis emprunter un chemin dans le bois (suivre panneau). Les corps des aviateurs sont enterrés dans le cimetière d'Arc-et-Senans.

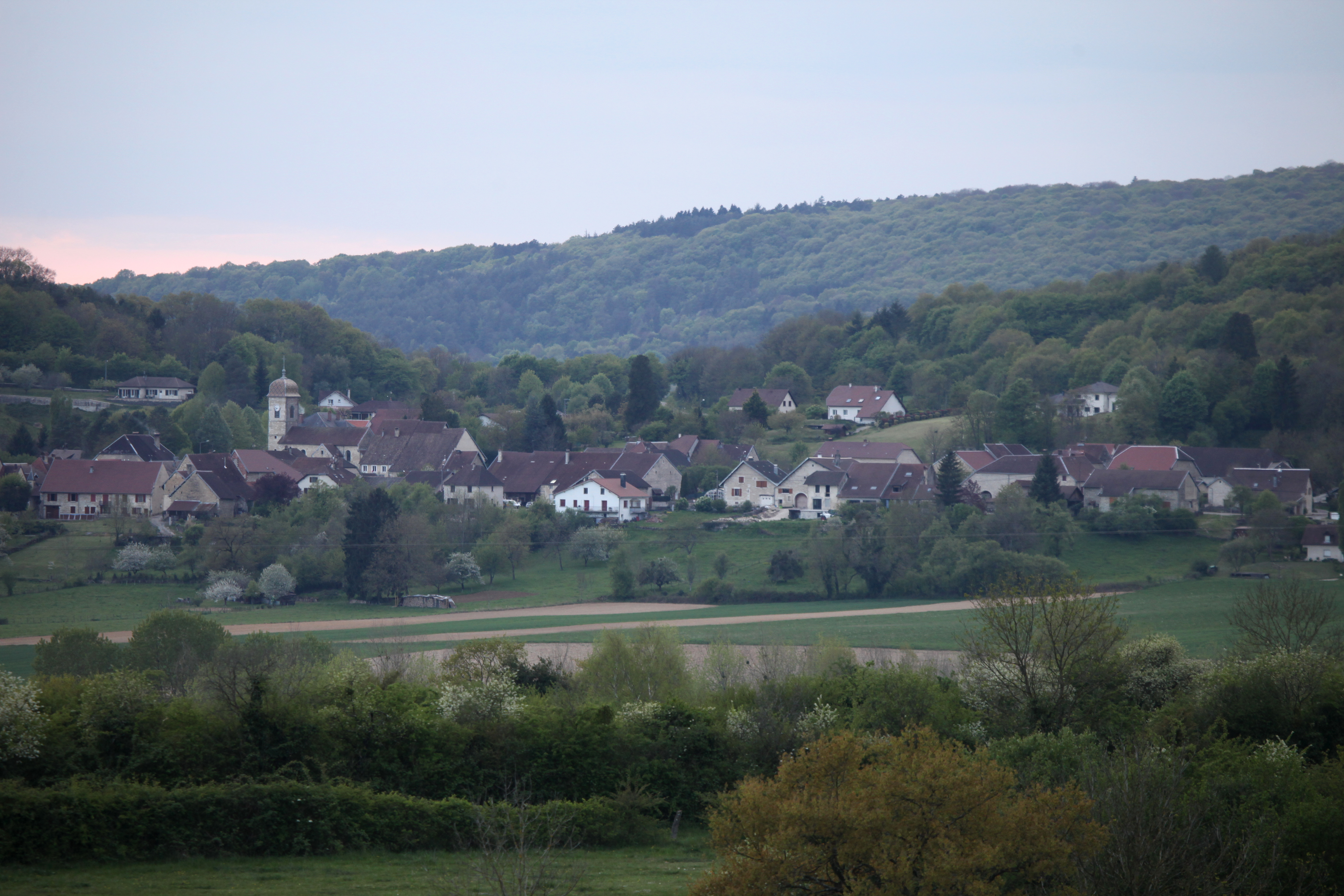
Vue du village.
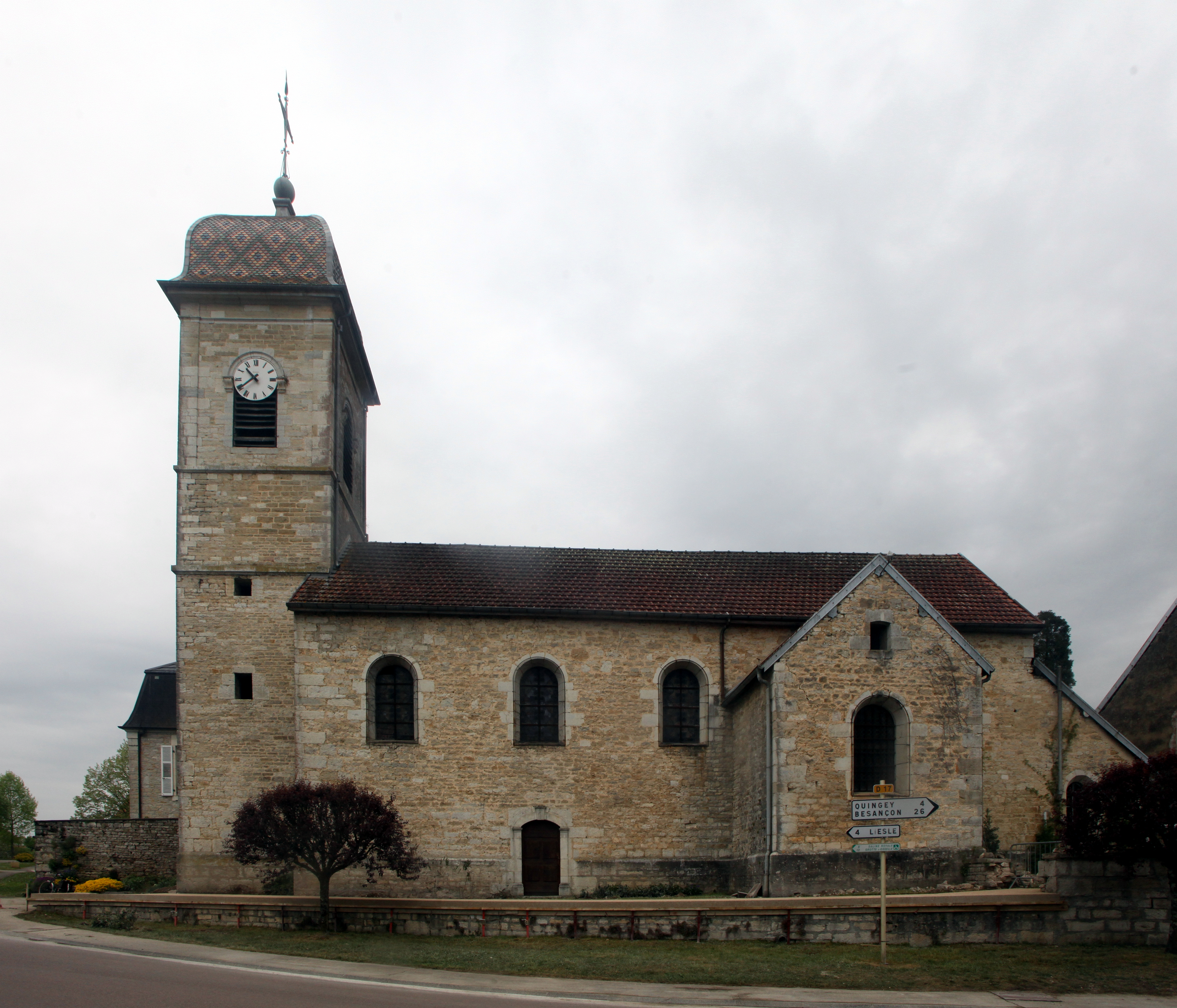
Église.
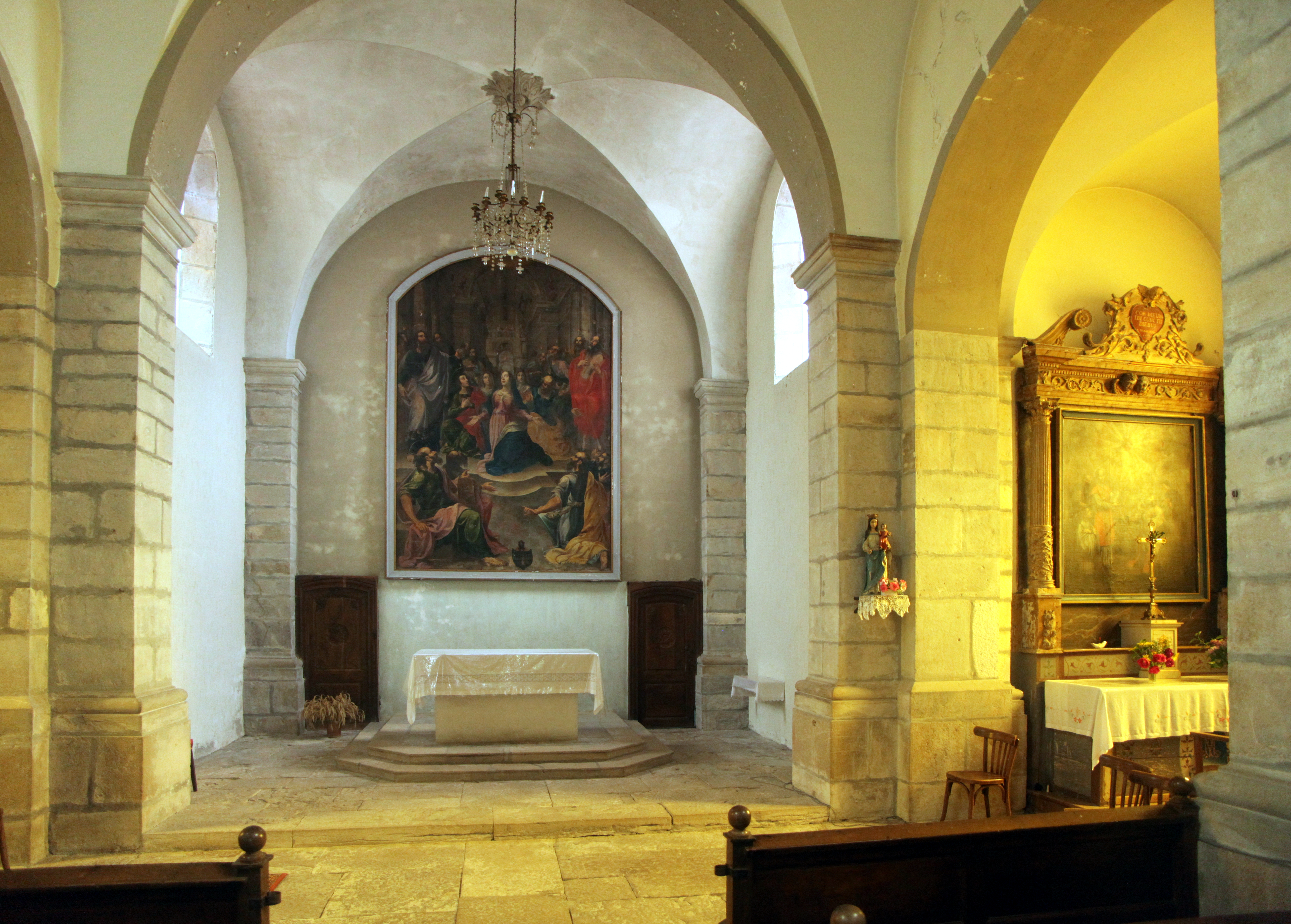
Intérieur de l'église.
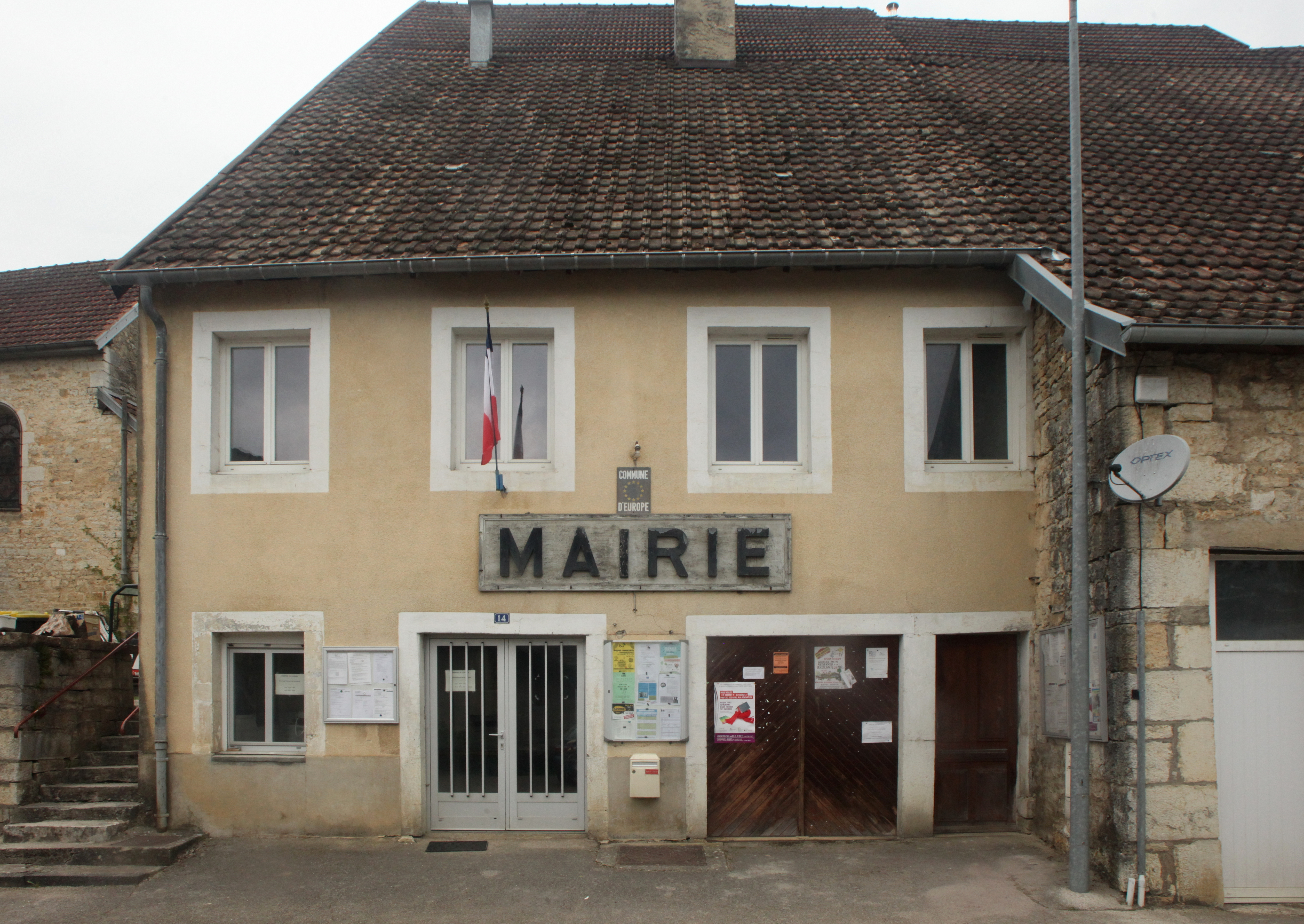
Mairie.
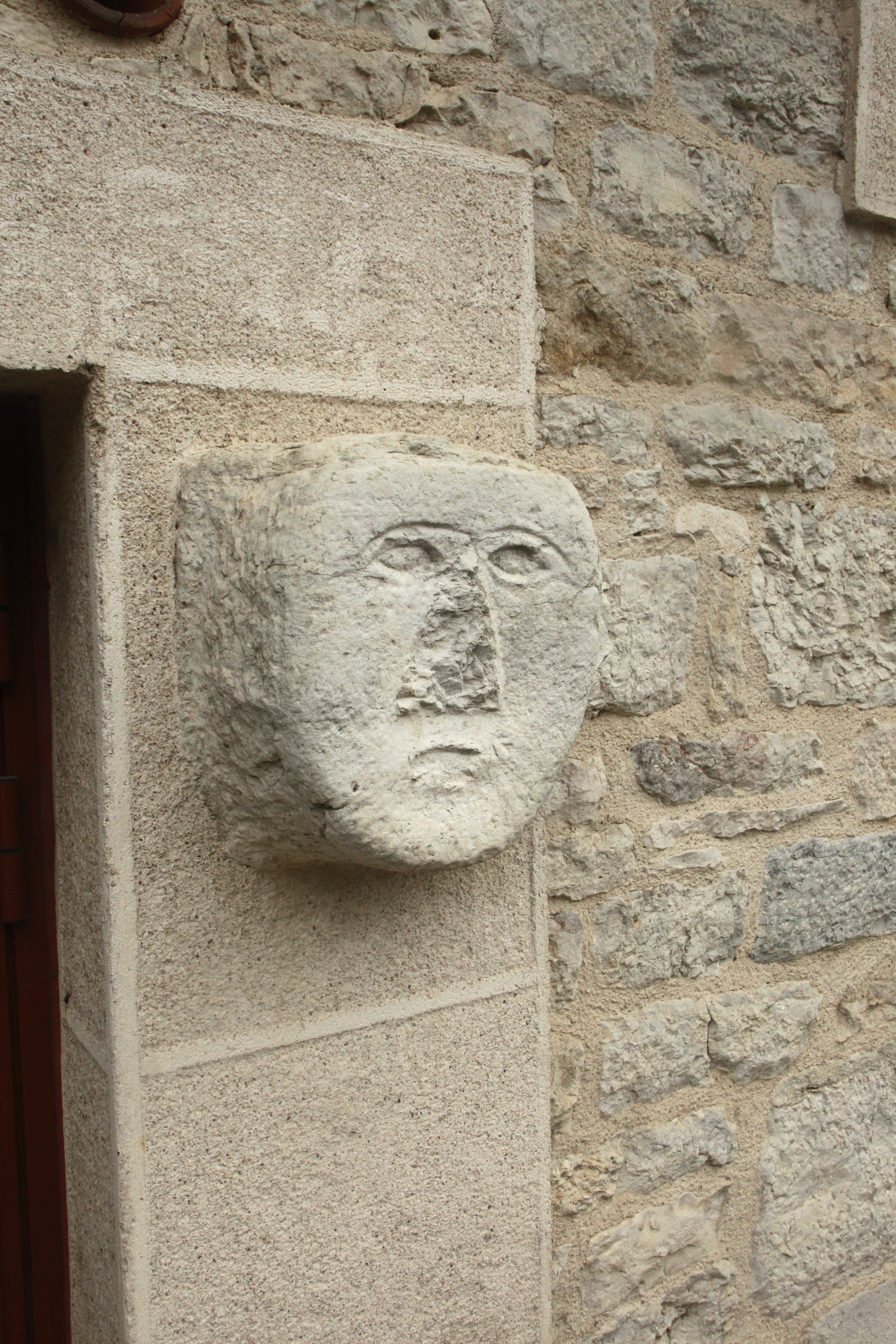
Pierre sculptée.
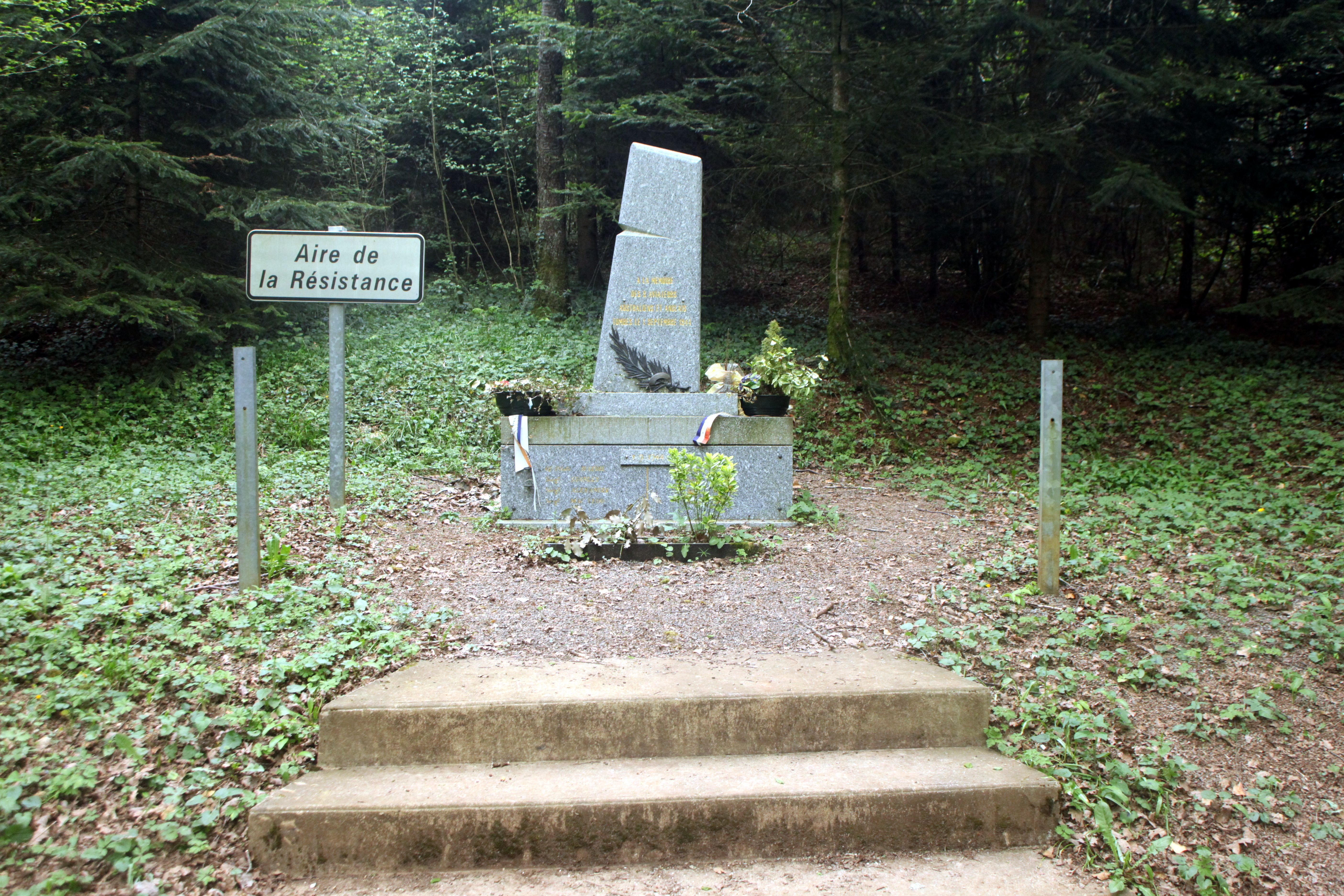
Monument aux aviateurs.

## Personnalités liées à la commune
Abbé Germain Couterret, né à Lombard le 2 novembre 1912, curé de Buffard (Doubs), mort le 3 mai 1945 au camp de concentration de Ludwigslust en Allemagne. Il avait été fait prisonnier par les Allemands, sur dénonciation, pour avoir donné une de ses soutanes à un aviateur allié qui tentait de rejoindre la Suisse.
Charles-Edouard Calame, né à Lombard le 7 novembre 1815, mort le 9 mars 1852 à Môtiers en Suisse. Élève de Gabriel Lory le jeune à Neuchâtel et de Jules Louis Coignet, à l'École des Beaux-Arts de Paris, était un peintre, dessinateur, graveur et lithographe,.